# Tjeerd Bottema

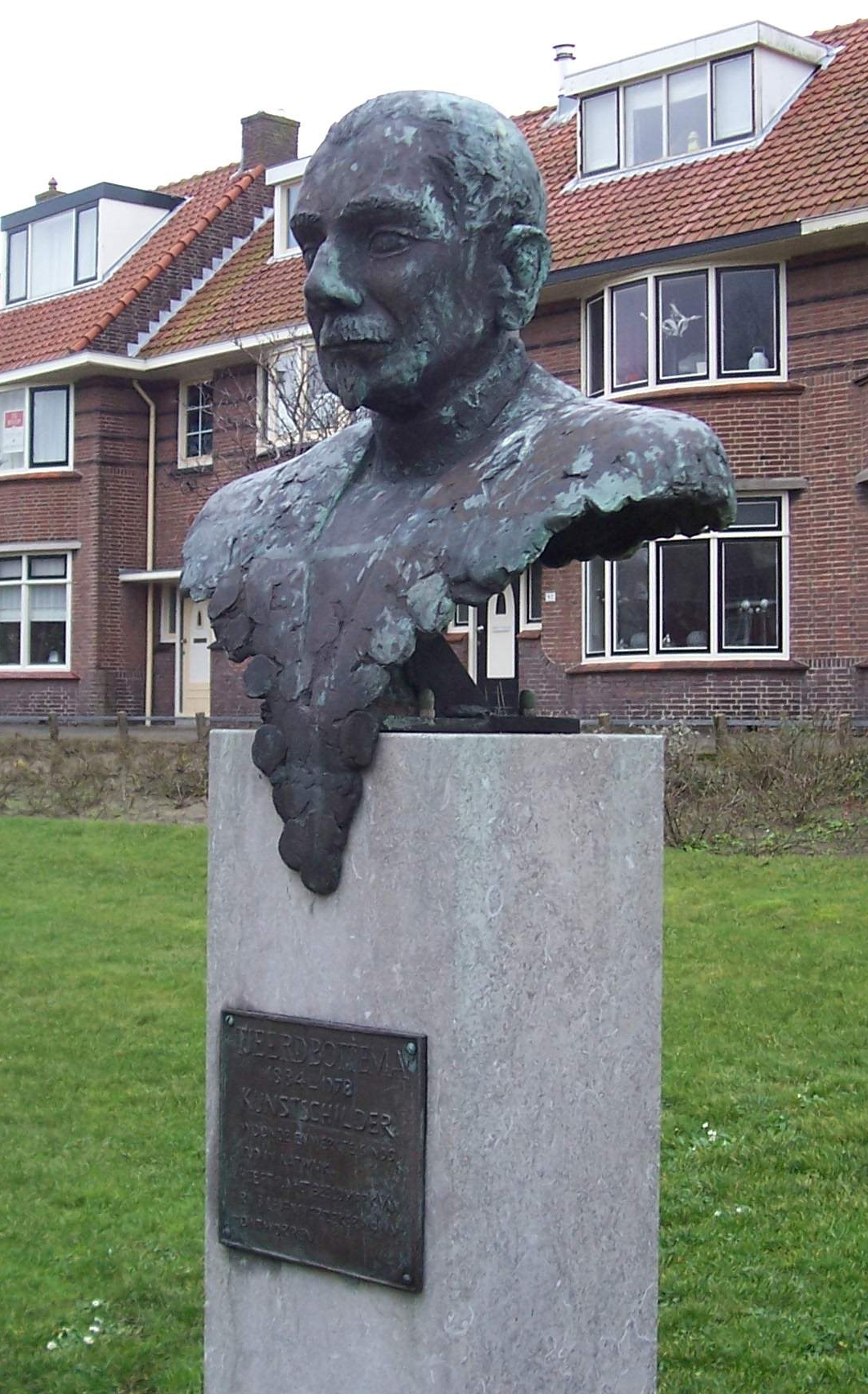
Jaap Hartman, borstbeeld Tjeerd Bottema (1978), Voorstraat, Katwijk

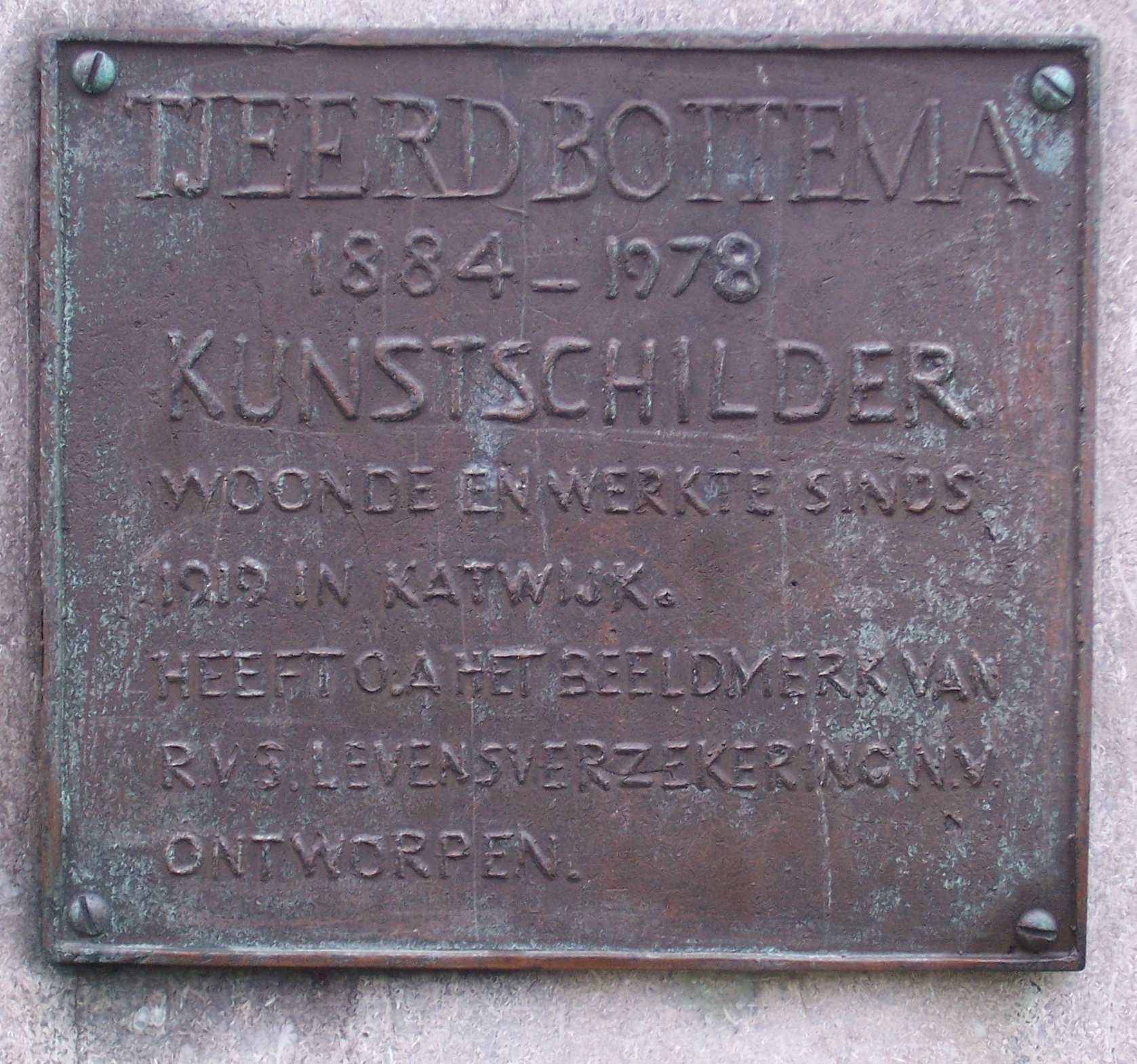
Tekst onder borstbeeld

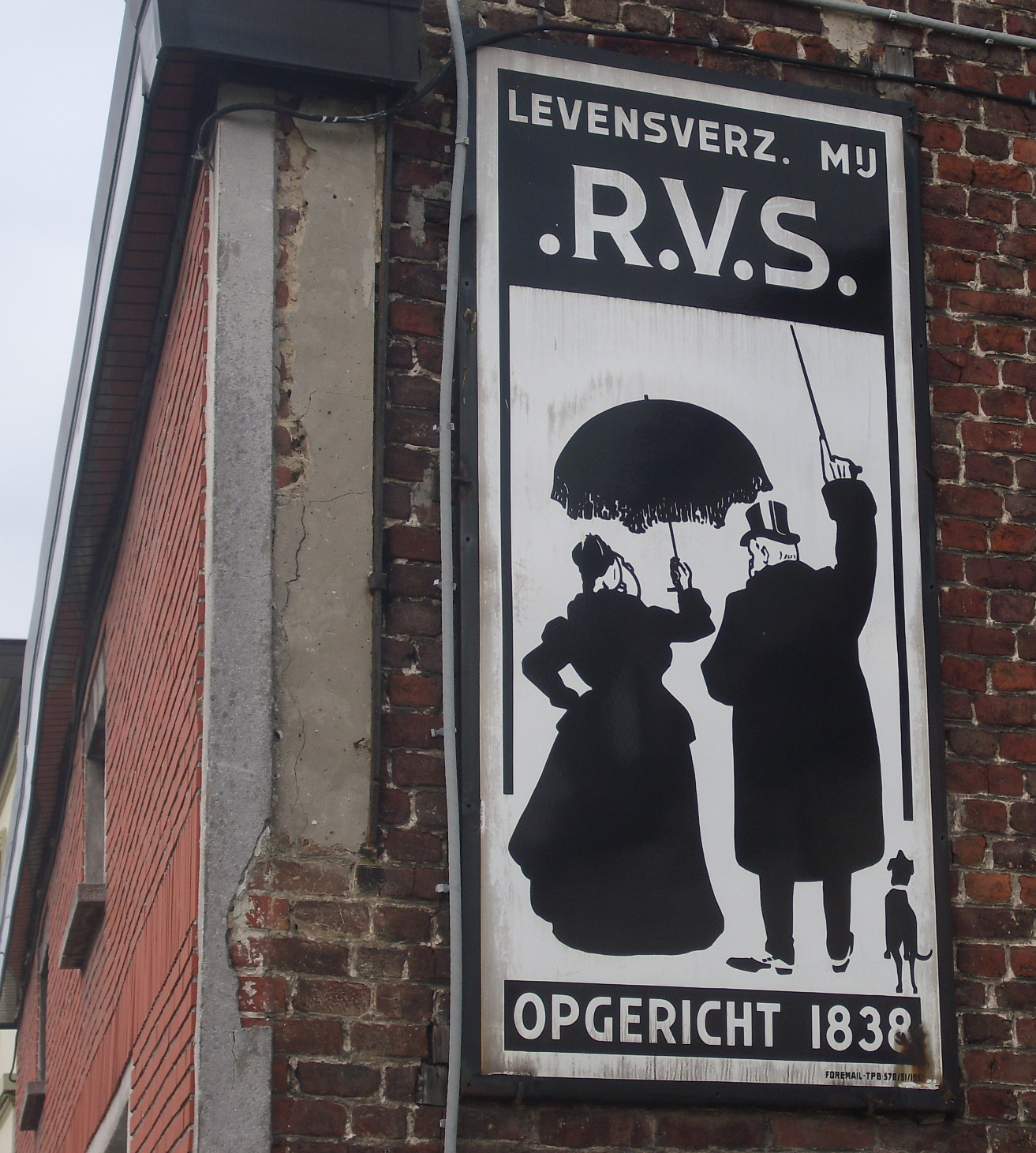
RVS in het straatbeeld.

Tjeerd (Tsjeard) Bottema (Langezwaag, 6 februari 1884 – Katwijk aan Zee, 8 maart 1978) was een Nederlands schilder, tekenaar, illustrator en boekbandontwerper.

## Leven en werk
Bottema was leerling op achtereenvolgens de Industrieschool van de Maatschappij voor den Werkenden Stand, de Kunstnijverheidsschool Quellinus en de Rijksakademie van beeldende kunsten te Amsterdam. Hij was onder meer een leerling van August Allebé, Antoon Derkinderen, Georg Sturm en Nicolaas van der Waay.
Hij won in 1907 de Prix de Rome en kon daardoor, na zijn afstuderen aan de Rijksakademie, diverse kunstreizen maken naar onder meer Italië, Spanje, Marokko, Frankrijk, Engeland en België. Van 1911 tot 1919 was hij werkzaam te Laren. Daarna vestigde hij zich in Katwijk aan Zee, waar hij tot zijn overlijden in 1978 is blijven wonen.
Bottema was tevens reclametekenaar en illustrator. Als reclame-ontwerper ontwierp hij het logo van RVS, de man met de hoge hoed en wandelstok met de vrouw onder een parasol. Als illustrator maakte hij de tekeningen voor de boeken van de protestants-christelijke schrijvers Anne de Vries en W.G. van de Hulst, maar hij maakte ook tekeningen voor het socialistische tijdschrift De Ware Jacob. Een door hem gemaakte tekening van een zwerver inspireerde de schrijver John Henri uit den Bogaard tot de creatie van de TV-figuur Swiebertje.

### Broer Tjerk Bottema
Zijn twee jaar oudere broer Tjerk was eveneens kunstschilder. Hij overleed in 1940 aan boord van het in Het Kanaal getorpedeerde SS Berenice, op diens vlucht vanuit Bordeaux. Frédérique Bruyel-van der Palm beschreef hen beiden in haar boek Tjerk en Tjeerd Bottema.

## Katwijks Museum
Het Katwijks Museum kent op de eerste etage de Bottemazaal, die naar Tjeerd Bottema is genoemd. Door zijn legaat kon in 1983 het Katwijks Museum in het voormalige redershuis ingericht en geopend worden. In deze zaal zijn, ook in wisselende samenstelling, werken te zien van Tjeerd Bottema, zijn broer Tjerk Bottema, zijn vrouw Cornelia van Amstel en hun dochters Hil Bottema en Johanna Bottema.